# Eventyr
Eventyr è un album in studio del sassofonista norvegese Jan Garbarek, pubblicato nel 1981.

## Tracce
1. Soria Maria – 11:39
2. Lillekort – 5:02
3. Eventyr – 9:19
4. Weaving a Garland – 2:20
5. Once upon a Time – 9:02
6. The Companion – 5:49
7. Snipp, Snapp, Snute – 4:30
8. East of the Sun and West of the Moon – 8:27

## Formazione
- Jan Garbarek – sassofono tenore, sassofono soprano, flauto
- John Abercrombie – chitarra
- Naná Vasconcelos – berimbau, tamburo parlante, percussioni, voce